# 川中康嗣
川中 康嗣（かわなか やすし、1985年1月11日 - ）は日本の漫画家。広島県出身。

## 略歴、人物
2009年、まんがカレッジ佳作受賞。同年、クラブサンデー掲載の『サド姫のバスケ』でデビュー。
広島東洋カープのファンであり、『週刊少年サンデーS』2012年4月号では”血に飢えたカープファン”と紹介されている。
2012年5月18日に初となる単行本『ミキティ・ブラッド0』（小学館）が発売された。

## 作品リスト

### 連載
- ミキティ・ブラッド（『週刊少年サンデーS』2012年3月号[3] - 2012年5月号、単巻）
- オークが犯してくれない！（『マガジンポケット』2017年11月14日[4] - 2018年7月3日、全2巻）
- お願い、脱がシて。（『マガジンポケット』[5]2019年8月21日[6] - 2023年3月12日、全16巻）

### 読切
- サド姫のバスケ（『クラブサンデー』2009年7月7日）
- ラスト・フレンド（『クラブサンデー』2010年10月22日）
- デス・ブロックス（『週刊少年サンデー超』2011年7月号） ※『クラブサンデー』2011年8月5日掲載
- サキュバス代行（『ヤングアニマル』2025年6号[7]）

## 師匠
- 若木民喜[2]